# Santo Aleixo da Restauração
Santo Aleixo da Restauração ist eine Ortschaft und ehemalige Gemeinde in der Subregion Baixo Alentejo im Süden Portugals. Der Ort liegt zwischen Safara und Barrancos in der Nähe der spanischen Grenze.

## Geschichte
Funde wie verschiedene Antas belegen eine menschliche Besiedlung des heutigen Gemeindegebietes seit dem 4. oder 3. Jahrtausend v. Chr. Der heutige Ort entstand vermutlich im Zuge der Neubesiedlungen während und nach der christlichen Reconquista. Im Jahr 1252 war der Ort als Campo de Gamos vermerkt.
Im Zusammenhang mit dem Restaurationskrieg war der inzwischen Santo Aleixo genannte Ort am 6. Oktober 1641, am 12. August 1644 und, im Spanischen Erbfolgekrieg, nochmals am 31. Mai 1704 Schauplatz spanischer Eroberungsversuche, die maßgeblich von den Bewohnern des Ortes abgewehrt wurden. In Erinnerung daran wurde der Ortsname 1957 gesetzlich in Santo Aleixo da Restauração (portugiesisch für: Santo Aleixo der Restauration, gemeint ist die historische Wiederherstellung der Unabhängigkeit Portugals ab 1640) geändert.
Bis in die 1950er Jahre nahm die Einwohnerzahl der Gemeinde auf gut 3.000 Menschen zu, seither ist sie von starker Abwanderung gezeichnet und lag 2011 nur noch bei gut 800.
Mit der Gebietsreform 2013 wurde die Gemeinde Santo Aleixo da Restauração mit der Gemeinde Safara zu einer neuen Gesamtgemeinde zusammengeschlossen.

## Verwaltung
Santo Aleixo da Restauração war eine Gemeinde (Freguesia) im Kreis (Concelho) von Moura im Distrikt Beja. Sie hatte eine Fläche von 179,5 km² und 805 Einwohner (Stand 30. Juni 2011).
Folgende Ortschaften und Landgüter liegen im Gebiet der ehemaligen Gemeinde:
- Herdade da Negrita
- Herdade da Pereira
- Herdade das Tesas
- Herdade do Cevacedo
- Monte da Tapada
- Monte Duque Neto
- Santo Aleixo da Restauração

Im Zuge der kommunalen Neuordnung Portugals nach den Kommunalwahlen am 29. September 2013 wurde die Gemeinde Santo Aleixo da Restauração mit der Gemeinde Safara zur neuen Gemeinde União de Freguesias de Safara e Santo Aleixo da Restauração zusammengeschlossen. Sitz der neuen Gemeinde wurde Safara.

## Persönlichkeiten
- Faraj Ibn Khayr Al-Tutaliqi, Anführer der Muladí-Erhebung 848/849 n. Chr. gegen Abd ar-Rahman II. (Emir von Córdoba), später Gouverneur von Beja
- Afonso Mendes (1579–1659), Patriarch von Äthiopien
- Bento Caldeira (1926–1997), Schriftsteller und Arzt